# 胡熱鎮區 (堪薩斯州金曼縣)
胡熱鎮區（英語：Hoosier Township）為美國堪薩斯州金曼縣轄下的鎮區。2010年美国人口普查中此鎮區人口有149人。

## 地理
胡熱鎮區涵蓋總面積為93.4平方（36.08平方英里），其中陸地面積為93.4平方（36.07平方英里），水域面積為0.026平方（0.01平方英里）或0.03%。海拔高度506（1,660英尺）。

## 人口統計
根據2010年美國人口普查，胡熱鎮區人口有149人，其中男性有81人，女性有68人，人口密度為每平方公里1.60人，住房計70戶。鎮區內的白人有144人，非裔美國人有1人，美洲原住民有0人，亞裔美國人有0人，太平洋島裔美國人有0人，其他種族有1人，混血種族則有3人。此外鎮區內有4人為西班牙裔或拉丁裔美國人。此鎮區之年齡中位數為50.1歲，而男性年齡中位數為45.8歲，女性年齡中位數為52.3歲。

## 交通

### 主要公路
- 400號美國國道
- 11號堪薩斯州州道